# Re Vittorio e re Carlo
Re Vittorio e re Carlo (King Victor and King Charles) è stata la seconda commedia scritta dal poeta e drammaturgo britannico Robert Browning. Venne completata nel 1839 per l'attore teatrale William Macready, che aveva già messo in scena l'opera dello stesso autore Strafford due anni prima, ma Macready la rifiutò perché la ritené inadatta e non fu mai rappresentata. Fu pubblicato comunque in rivista nel 1842.
Il soggetto dell'opera è lo strano incidente accaduto tra il 1730 ed il 32 nel Regno di Sardegna, in cui l'anziano re, Vittorio Amedeo II, prima abdicò in favore del figlio Carlo Emanuele III, poi dopo alcuni mesi pretese inaspettatamente da restaurare, per poi finire imprigionato fino alla sua morte un anno dopo. La scrittura di Browning si basa su fonti del XVIII secolo che consideravano Vittorio Amedeo II deliberatamente ingannevole, romanticizzando la storia affinché il figlio Carlo Emanuele III viene esonerato da ogni accusa di incapacità politica.
La commedia è in quattro atti e ha solo quattro personaggi principali: Vittorio Amedeo II, Carlo Emanuele III, la moglie di quest'ultimo Polissena d'Assia-Rheinfels-Rotenburg e il ministro Carlo Vincenzo d'Ormea. Carlo Emanuele viene rappresentato come un figlio sofferente di un complesso di inferiorità, sempre considerato il figlio ottuso destinato a ricoprire il ruolo di erede dopo la morte del fratello più abile. Il tema centrale del dramma è l'ansiosa e fuorviante lealtà dell'erede verso suo padre e il suo rifiuto di credere di poter essere stato ingannato dal genitore. Nonostante la sua delusione, il suo comportamento virtuoso porta finalmente a una riconciliazione famigliare.

## Trama
Lo scenario è il Castello di Rivoli. Non ci sono cambi di scena.
Il Ducato di Savoia è unito da tre secoli: negli ultimi decenni del regno di Vittorio Amedeo II, Casa Savoia ha prosperato culturalmente. Si è difeso con successo contro i suoi potenti nemici durante la guerra di successione spagnola, dopo di che un trattato ha permesso l'acquisizione della Sicilia nel 1713, che fu in seguito scambiata con la Sardegna nel 1720. Vittorio Amedeo, il duca diventato re, ha consolidato il suo potere ed è ora uno dei monarchi assoluti d'Europa.

### 1730

#### I atto
La principessa Polissena sta aiutando suo marito Carlo Emanuele a provare alcuni discorsi di stato quando vengono visitati brevemente dallo sdegnoso Carlo Vincenzo D'Ormea. Carlo crede di essere stato convocato a palazzo per venir diseredato in favore di un figlio illegittimo, e Polissena suggerisce che l'amante del re, la marchesa di Spigno, potrebbe aver influenzato il padre Vittorio Amedeo nel seguire questa possibilità all'inizio della sua vedovanza, nel 1728.

#### II atto
Il re fa un soliloquio mentre porta le insegne reali. Avendo scioccamente stretto accordi segreti e incompatibili sia con l'Austria che con la Spagna, teme che una riconciliazione tra le due grandi potenze porti alla rivelazione dell'inganno e giustifichi l'annessione del suo regno in una delle aree di influenza delle due grandi potenze. Si convince quindi che nient'altro che un cambio di governante libererà la Sardegna da questa situazione: tuttavia, ha poca fiducia nel figlio Carlo Emanuele e si aspetta di poter riprendere il potere dal suo debole figlio non appena una rinegoziazione sarà raggiunta.
Quando Carlo Emanuele lo raggiunge, Vittorio Amedeo è sorpreso dal suo tono accusatorio e si chiede se D'Ormea (che teme di essere fatto capro espiatorio dell'intera situazione politica) gli abbia detto qualcosa. Il sovrano pone la corona sulla testa di Carlo e annuncia in quel momento l'intenzione di abdicare per trascorrere il suo ritiro a Chambéry, a 150 km di distanza nell'estremo nord-ovest della Savoia. Carlo Emanuele è un po' arrabbiato quando scopre che il padre ha segretamente sposato la sua vecchia amante, ma il senso di colpa per i suoi precedenti sospetti è così grande che si rifiuta persino di considerare la possibilità che suo padre abbia secondi fini per dimettersi. Quando la sconcertata Polissena suggerisce che tutto potrebbe non essere come sembra, Carlo Emanuele si allontana da lei.

### 1731

#### III atto
È passato quasi un anno intero dall'abdicazione di Vittorio Amedeo II. La nuova coppia reale è in visita ad Evian; ma Polissena decide di tornare a casa un giorno prima del previsto, venendo accolta a palazzo da D'Ormea, che la informa che il vecchio Vittorio Amedeo II sta tornando a Torino, probabilmente per riprendersi la corona. Carlo Emanuele torna poche ore dopo di lei, giusto il tempo necessario per decidere una linea d'azione. Il re si rifiuta ancora di credere che suo padre voglia deporlo, e crede di aver sventato delle voci riabilitando il nome di suo padre, stipulando un trattato formale con l'Austria e la Spagna. L'insistenza di Polissena negli ultimi mesi lo ha alienato da lei, e appena tornato a Torino non guarderà nemmeno le prove documentali di D'Ormea, leggendole poi in maniera sprezzante.
Vittorio Amedeo entra nel palazzo da solo e viene sorpreso da suo figlio mentre questi vaga per la sua vecchia camera. All'inizio il padre è pieno di tatto, ma gradualmente la sua indignazione per l'incapacità del figlio di aderire alle sue precedenti politiche lo porta a chiedere apertamente la restituzione della sua corona.
Polissena e D'Ormea entrano e protestano contro il vecchio sovrano, avendo sentito. Vittorio Amedeo dissimula rapidamente, modificando la fine del suo sproloquio per far sembrare che si fosse lamentato semplicemente del suo alloggio.

#### IV atto
Giunge a D'Ormea la notizia che Vittorio Amedeo si è rivolto a diverse persone per chiedere aiuto nel riconquistare la sua corona. Profondamente preoccupato, il ministro ricorre all'inganno. Convoca Carlo Emanuele per dirgli che il suo regno è in imminente pericolo di essere invaso dalla Francia, a seguito delle richieste avanzate dal vecchio re per l'intervento francese nella sua disputa. D'Ormea presenta al re sabaudo un elenco di persone i cui movimenti dovrebbero essere sorvegliati e un elenco più breve di quelli da arrestare. È allarmato quando Carlo Emanuele, vedendo il suo bluff, ordina di arrestare tutti su entrambe le liste, incluso il padre. Ma il sovrano ha in mente un piano completamente diverso. Polissena, immaginando che la sua determinazione a continuare come monarca stia vacillando, cerca di persuaderlo che il suo dovere è sfidare suo padre, mantenere la sua corona e accettare il fardello del giudizio avverso del mondo come una forma di sacrificio di sé.
Vittorio Amedeo viene sequestrato e portato a palazzo. Si mostra provocatorio, ma quando Carlo gli pone la corona in testa è devastato dalla pietà filiale rappresentata dal gesto. Completamente riconciliato con suo figlio, Vittorio Amedeo riprende il suo vecchio posto e muore poco dopo.

## Critica
Arthur Symons descrisse questo dramma come "la meno interessante e preziosa delle opere di Browning, la più sottile nella struttura, la più secca nella sostanza". Lo stesso Browning lo definì un "sostituto molto indifferente" per un'altra commedia che aveva sperato di pubblicare.
Nel periodo in cui il testo venne pubblicato, era generalmente accettato come fatto storico che l'abdicazione fosse stata uno stratagemma. Tuttavia, gli storici moderni ritengono che Vittorio Amedeo II intendesse sinceramente ritirarsi e che il suo comportamento successivo fosse il risultato di un ictus e della conseguente malattia mentale, probabilmente provocato dall'angoscia per l'ambiente simile a una prigione a Chambéry. Un'altra spiegazione precedente, la presunta ambizione e gli intrighi della sua amante diventata moglie, era probabilmente una storia di copertura diffusa dalle autorità per deviare la colpa e fermare ulteriori speculazioni.